# Албасти
Албасти́ — злий дух, демон у башкирській міфології. Істота з душею втопленика або заблукалої та вмерлої смертю з муками людини.
У фольклорних творах албасти має образ жінки із довгим, світлим та скуйовдженим волоссям, з грудьми, які звисають по коліна, або образ чоловіка з довгою бородою. Албасти в образі жінки розбещує чоловіків, в образі чоловіка — жінок; лишає сну, мучить людей, перегороджує їм шлях.
Албасти має аналоги у міфології багатьох народів Євразії:
- казахів,
- узбеків,
- турків,
- алтайців,
- туркменів,
- казанських татар,
- сибірських татар,
- кримських татар.

У давнину албасти була доброю богинею родючості, покровителькою домашнього вогню. Зі змінами міфологічних поглядів башкирів пройшла її трансформація в одного зі злих духів.